# Guillermo Márquez Jara
Guillermo Márquez Jara (Santiago, 18 de febrero 1971) es un delincuente chileno anteriormente residente de Suecia, donde en 1995 fue condenado a 6 años de prisión por haber participado en los asesinatos de Stureplan, Estocolmo, en diciembre de 1994.
Márquez Jara nació en la capital chilena y debido a la dictadura militar de Chile, en 1976 la familia traslada su residencia a Suecia donde habían obtenido permiso de trabajo. Los padres se separaron en 1979 y Guillermo creció con su madre en un suburbio residencial en las partes australes de Estocolmo. Desde su infancia Márquez Jara tuvo problemas en la escuela y en su tiempo libre, pero durante la adolescencia decidió estudiar mecánica para luego desempeñarse de hojalatero durante un año y medio en la empresa sueca de automóviles Saab. El verano 1987 participó en varios disturbios públicos realizados por bandas de jóvenes delincuentes en el parque Kungsträdgården en el centro de la capital sueca, por lo cual en febrero de 1988 fue convicto a multa por alboroto más varios otros delitos. Conocidos de Márquez Jara han testificado sobre sus agresiones y falta de control y que fácilmente se metía en peleas.
Márquez Jara era amigo cercano de Tommy Zethraeus. En la noche del 4 de diciembre de 1994 a los dos, juntos con otro conocido, les fue denegada la entrada a la discoteca Sturecompagniet en plaza Stureplan en pleno centro de Estocolmo, debido a su aficción al alcohol y drogas. Los tres fueron a un departamento a recoger una ametralladora AG-3 que Márquez Jara portaba escondida debajo de su ropa invernal mientras volvían a la discoteca donde Márquez Jara le entregó el arma a Zethraeus que comenzó a disparar hacia la entrada del lugar. En aquel momento la discoteca estaba por cerrarse, por lo cual en la entrada se habían acumulado una gran cantidad de personas saliendo del recinto. En total 4 personas perdieron su vida, incluso el mismo guardia de seguridad que anteriormente los había echado del lugar, y otras 20 personas resultaron gravemente heridas por los disparos. Luego de darse a la fuga, los delincuentes permnecieron escondidos durante tres días antes que la policía de Suecia los encontrara. El Tribunal de Estocolmo lo condenó a 6 años de prisión por haber participado en el asesinato mientras Zethraeus fue convicto a cadena perpetua.
En 1997 otra vez fue convicto a otros tres años de cárcel por haber participado en un robo a una orfebrería en 1992.
Al ser liberado de la cárcel después de haber cumplido dos tercios de su condena de acuerdo a la legislación penal de Suecia, Márquez Jara decidió retornar a su país de origen.